# Gyurtyuli járás
A Gyurtyuli járás (oroszul Дюртюлинский район, baskír nyelven Дүртөйлө районы) Oroszország egyik járása a Baskír Köztársaságban, székhelye Gyurtyuli város.

## Népesség
- 1970-ben 59 900 lakosa volt, melyből 25 758 tatár (43,7%), 19 926 baskír (33,8%).
- 1989-ben 56 329 lakosa volt, melyből 33 262 tatár (59,1%), 13 652 baskír (24,2%).
- 2002-ben 32 988 lakosa volt, melyből 16 184 baskír (49,06%), 11 397 tatár (34,55%), 3 286 mari, 1 790 orosz (5,43%).
- 2010-ben 32 701 lakosa volt, melyből 15 698 baskír (48,3%), 11 368 tatár (35%), 3 368 mari, 1 751 orosz (5,4%), 44 csuvas, 29 ukrán, 20 udmurt, 5 fehérorosz, 4 mordvin.

| Lakosok száma | 32 988 | 65 042 | 65 146 | 64 426 | 63 934 | 63 253 | 62 533 | 61 956 | 61 051 | 60 256 |
|               | 2002   | 2008   | 2009   | 2010   | 2012   | 2014   | 2015   | 2016   | 2017   | 2021   |